# Anabasis jaxartica
Anabasis jaxartica är en amarantväxtart som först beskrevs av Aleksandr Andrejevitj Bunge, och fick sitt nu gällande namn av George Bentham och Georg Ludwig August Volkens. Anabasis jaxartica ingår i släktet Anabasis och familjen amarantväxter. Inga underarter finns listade i Catalogue of Life.